# T-28 (carro armato)
Il T-28 è stato un carro armato medio sovietico, tra i primi corazzati al mondo di questa categoria. Progettato come complemento del più pesante T-35 (del quale condivideva molti componenti), fu inteso anche per affiancare i carri leggeri T-26, operare a supporto della fanteria e irrompere oltre difese fortificate. Il prototipo, derivato come quasi tutti i carri sovietici da un modello inglese, il Vickers Medium C, venne completato nel 1931 e la produzione iniziò alla fine del 1932 a Leningrado.

La progettazione complessiva era ancora assai rozza, e nell'insieme si trattava di un grosso mostro meccanico a piastre squadrate, ma aveva un motore potente (500 hp) e una corazza che, sebbene non molto spessa, poté essere migliorata da piastre aggiuntive, come venne fatto dopo il 1940. Venne sostituito dal T-34.

## Nascita e sviluppo
Nel 1931 l'incarico di realizzare un nuovo carro medio basato sull'inglese A6 Sixteen Tonner, ma con qualche elemento ispirato al Char 2C francese, venne affidato alla Bol'ševik Zavod di Leningrado, il cui ufficio tecnico era retto dagli ingegneri Barykov e Tzeitz; nel corso dell'anno venne realizzato il prototipo dello Sredni Tank T-28, quindi con la qualifica ufficiale di carro medio. Questo veicolo aveva una torretta che ospitava un cannone da 45 mm e una mitragliatrice coassiale Degtjarëv DT da 7,62 mm, stessa arma che equipaggiava due torrette ausiliarie: il peso complessivo era di 17,3 t.
All'inizio degli anni trenta, le varie scuole di pensiero non si erano ancora focalizzate sull'impostazione usuale per i carri da battaglia e fiorì tutta una serie di modelli dalle caratteristiche particolari. L'Armata Rossa era rimasta impressionata dai veicoli inglesi con più torrette e pensava che questa soluzione potesse essere valida per i carri di rottura, assegnati alle brigate come appoggio tattico ai reparti di fanteria. Come alternativa, poteva anche precedere la fanteria con azioni per sfondare le linee impegnando contemporaneamente altri bersagli sui fianchi. Da questa filosofia nacquero due applicazioni: una portò a un carro medio di qualche successo (il T-28 appunto), l'altra fu all'origine della creazione di diversi tipi di carri pesanti, che risultarono del tutto inutili. Date le dimensioni e i pesi che si volevano attribuire al carro medio, per esso fu scelta l'architettura a tre torrette, una delle quali con cannone da 47 mm con brandeggio di 360°, e due con una mitragliatrice ciascuna con settore di tiro di 60° anteriori. Il primo prototipo del T-28 venne completato nel 1931: si trattava di un mezzo pesante 17,3 t con corazzatura di spessore variabile tra 20 e 30 mm, velocità massima di 40 km/h. Nell'ottobre del 1932 fu deciso di avviare la produzione di questo nuovo carro presso la Krasnij Putilovec di Leningrado, in quanto la Bol'ševik Zavod era già fortemente impegnata nella produzione del T-26. Di conseguenza, in novembre, tutta la documentazione tecnica venne trasferita allo stabilimento Krasnij Putilovec che nel 1934 assunse la denominazione di Kirovskij Zavod. Per gestire il programma di produzione del T-28 venne costituito un nuovo ufficio tecnico, l'SKB-2, con l'ingegnere Ivanov quale direttore e l'ingegnere Komarcev come responsabile del programma. I primi 12 carri fabbricati vennero assegnati all'Armata Rossa il 25 febbraio 1933 e furono disponibili per la festa del 1º maggio, sfilando così sulla Piazza Rossa in numero di 10, mentre gli altri due mezzi presero parte alla parata a Leningrado. L'accettazione ufficiale da parte dell'esercito arrivò l'11 agosto 1933, quando fu confermata la designazione T-28.

## Caratteristiche

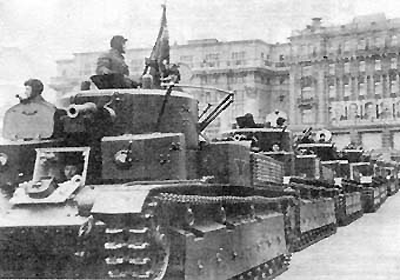
Un reparto di T-28 in formazione. Il carro di testa è un veicolo comando del tipo T-28(V)

Nella versione di serie l'armamento principale venne sostituito con un più efficace cannone da 76,2 mm Mod. 1927/32, affiancato da una mitragliatrice. In totale le armi automatiche potevano essere tre, quattro o cinque: una coassiale al cannone, due nelle torrette secondarie, una nella retro della torretta principale e una contraerea. L'architettura del mezzo, con le tre torrette nella parte anteriore, comportava un centro di gravità piuttosto avanzato, considerato favorevole per il superamento di trincee e di rampe. Il carro era anche più stabile di altri pari classe che lo avevano preceduto e presentava caratteristiche di marcia che gli equipaggi giudicarono buone; in un secondo tempo si rivelarono però inadeguate, velocità a parte, a confronto con i carri armati tedeschi.
Il propulsore M-17, un motore d'aviazione derivato dall'American Liberty, richiedeva dei grossi radiatori e ciò comportò qualche problema progettuale: era sistemato in un compartimento nel retro dello scafo assieme la trasmissione, separato dalla camera di combattimento da una paratia tagliafuoco che contribuiva a isolare gli uomini dal calore. Il carburante era contenuto in due serbatoi corazzati montati più o meno a metà veicolo sopra i parafanghi dei cingoli. Le sospensioni della prima versione di serie erano quelle derivate dai modelli Vickers con pistoni verticali, 12 ruote portanti e 4 rulli superiori per ogni fiancata; buona parte del treno di rotolamento era protetto da grosse carenature. La torretta era dotata di una cupola che consentiva al capocarro visibilità su 360° e il fuoco di tutte le armi poteva essere concentrato in un settore di tiro anteriore piuttosto ampio. Verso la fine della produzione si cercò di introdurre un efficace sistema di stabilizzazione del cannone progettato dall'ingegnere Prokof'ev, ma senza esito.

## Versioni e produzione
- T-28: versione di serie iniziale con cannone Kirov KT-28 Mod. 1927/32 da 76,2 mm, migliorie nella costruzione dello scafo e alla trasmissione, peso aumentato a 28 t. Conosciuto anche come T-28A, nella configurazione carro comando presentava un'antenna radio circolare ed era indicato come T-28(V).
- T-28 Mod. 34: prima versione di grande serie, prodotta dal 1934 al 1938 in 318 esemplari. Le torrette erano quelle del carro pesante T-35 e il cannone da 76,2 mm era sostituito dal più moderno pari calibro L-10 con la canna da 26 calibri; il peso complessivo saliva a 28,8 t. Tale cambio d'armamento non fu però applicato a tutte le unità, poiché i Mod. 34 avevano come cannone standard il KT-28, e infatti l'L-10 diverrà la dotazione regolare solo sul Mod. 38.
- T-28 Mod. 38: versione di serie in produzione dal 1938 al 1940, impiegata in combattimento in Finlandia. Indicata anche come T-28B' o T-28-06-1938.
- T-28E: Mod. 38 le cui protezioni erano ispessite dall'applicazione di piastre aggiuntive; con 80 mm frontali e 40 mm laterali il peso raggiungeva le 32 t.
- T-28 Mod. 40: piccola serie di 12 esemplari con torretta tronco-conica, la stessa adottata dal carro pesante T-35 Mod. 38. Indicato anche come T-28M o T-28-06-1940.
- IT-28: prototipo di carro gettaponte sullo scafo del T-28E, costruito presso la Kirovskij Zavod nel 1940.
- OT-28: versione lanciafiamme.
- SU-8: prototipo di semovente armato con un cannone costiero da 152,4 mm oppure con un pezzo antiaereo Mod. 31 da 76,2 mm. Pesava 17,6 t.
- T-29: versione con treno di rotolamento ibrido Christie con possibilità di marciare senza cingoli. Progettato dall'ingegnere Koškin nel 1936, non venne tuttavia prodotto in serie.
- MBV-2: derivato ferroviario per la marcia su rotaie.

Si conoscono inoltre esemplari sperimentali dotati di equipaggiamento antimine TM-35 e altri, designati T-28PKh, che erano attrezzati per il guado profondo. In totale la linea d'assemblaggio fabbricò 503 esemplari di tutti i tipi tra il 1933 e il 1940.

## Impiego

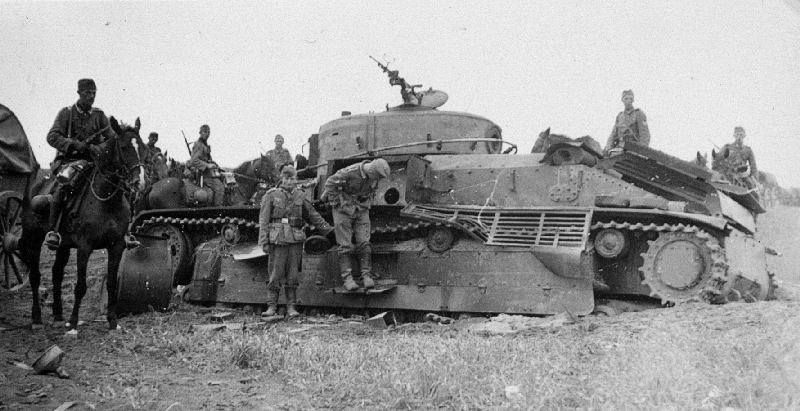
Un T-28 distrutto nei combattimenti tra carri armati svoltisi vicino Kovno, estate 1941

I primi 10 carri disponibili vennero assegnati al 2º Reggimento Indipendente nel Distretto Militare di Leningrado, e man mano che aumentava la disponibilità di veicoli furono costituiti reparti analoghi a Smolensk, Kiev, Charkov e Sluck. Dopo diversi rimaneggiamenti nell'organico, alla fine del 1935 ogni reggimento contava 90 carri T-28 e T-35 suddivisi in tre battaglioni. I T-28 entrarono in azione per la prima volta nel settembre 1939, durante l'occupazione della Polonia orientale. Dopo questa campagna, le unità vennero nuovamente riorganizzate: ogni brigata era costituita da tre battaglioni corazzati con 156 carri ciascuno.
Il 30 novembre 1939 i T-28 attaccarono in Finlandia inquadrati nella 10ª e 20ª Brigate Carri Pesanti: a seguito dei primi combattimenti i finlandesi li giudicarono impacciati nel movimento e non sufficientemente protetti. Tra il 1939 e il 1941 ne catturarono 7 e se ne servirono fino alla fine della seconda guerra mondiale in forza alla Panssaridivisioona; uno venne privato delle torrette e impiegato come carro recupero fino al 1951. Nell'Armata Rossa i T-28 furono assegnati a tre brigate e a un battaglione della 5ª Brigata Carri Pesanti. La struttura degli organici fu nuovamente modificata nel marzo 1940, con lo scioglimento delle brigate carri pesanti e la loro sostituzione con divisioni inserite in corpi d'armata meccanizzati.
Dopo l'inizio dell'invasione tedesca dell'URSS, un plotone di T-28 della 15ª Divisione Carri si mise in luce il 15 luglio 1941 durante un contrattacco a Semenovka, sul fronte sudoccidentale, quando i mezzi del tenente Vasilij Sumcov misero fuori combattimento 3 carri, 2 cannoni anticarro, un mortaio, 7 autocarri e uccisero un centinaio di soldati tedeschi. In ogni caso, già nel corso della stessa estate del 1941 i T-28 si dimostrarono inadeguati per sostenere l'urto dei Panzer, non tanto per armamento o protezione, quanto per mobilità: i problemi di affidabilità di motore e trasmissione, infatti, non poterono mai essere del tutto risolti.